# ČSD T 212.1 sorozat
A ČSD T 212.1 sorozat egy csehszlovák B tengelyelrendezésű, mechanikus erőátvitelű dízelmozdony-sorozat volt. A prototípus 1969-ben készült el, a sorozatgyártás 1972 és 1979 között történt. Összesen 224 darabot gyártott a Turčianske strojárne n.p. a ČSD részére. Csehszlovákia felbomlása után a mozdonyok a ČD-hez mint ČD 703 sorozat és a ŽSR-hez, mint ZSSK 703 sorozat került.